# The Angel Next Door Spoils Me Rotten
The Angel Next Door Spoils Me Rotten (お隣の天使様にいつの間にか駄目人間にされていた件?, Otonari no tenshi-sama ni itsu no ma ni ka dame ningen ni sareteita ken, lett. "L'incidente in cui l'angelo della porta accanto improvvisamente mi ha reso una persona inutile") è una serie di light novel scritta da Saekisan e illustrata prima da Hazano Kazutake e poi da Hanekoto. In precedenza, la serie venne distribuita sul sito web Shōsetsuka ni narō dal 20 dicembre 2018 al 9 luglio 2021. Poi, è stata la casa editrice SB Creative a pubblicare la serie in volumi tankobon a partire dal 15 giugno 2019 sotto l'etichetta GA Bunko.
Un adattamento manga, scritto da Suzu Yūki e disegnato da Wan Shibata, è iniziato con la serializzazione sulla rivista digitale Manga UP! della casa editrice Square Enix dal 6 gennaio 2022.
È stato realizzato anche un adattamento anime, prodotto dallo studio Project No.9, che è stato trasmesso dal 7 gennaio al 25 marzo 2023 nella prima stagione, mentre la seconda è attesa per aprile 2026.

## Trama
Amane e Mahiru sono due ragazzi che vivono da soli separatamente ma che sono vicini tra di loro. Non hanno quasi mai parlato, fino al giorno in cui Amane vede la ragazza in difficoltà in un giorno di pioggia e le presta il suo ombrello. Per ricambiare il favore, lei gli offre aiuto in casa, e da lì inizia una vera e propria relazione tra i due.

## Personaggi
Amane Fujimiya (藤宮周?, Fujimiya Amane)
Doppiata da: Taito Ban
Amane è il protagonista della serie. Amane è descritto come un ragazzo dall'aspetto semplice con una frangia più lunga e un bel viso, anche se la frangia copre e nasconde i suoi lineamenti. Amane è un ragazzo normale che, prima di incontrare Mahiru, era pigro e non si è mai preso cura di se stesso correttamente. È schietto e onesto, ma non agisce mai prima di pensare e osservare ciò che lo circonda. Nonostante il suo comportamento asociale e apatico è in realtà un ragazzo gentile e compassionevole, come si nota nei confronti di Mahiru.
Mahiru Shiina (椎名真昼?, Shiina Mahiru)
Doppiata da: Manaka Iwami
Mahiru è la protagonista della serie. È la vicina di casa di Amane Fujimiya e frequenta la stessa scuola superiore. Ha i capelli biondi sempre lisci come la seta e lucenti, e dei grandi occhi color caramello, con lunghe ciglia, sia in alto che in basso. A causa del fatto che i suoi genitori l'hanno praticamente abbandonata, sia fisicamente che emotivamente, Mahiru è stata cresciuta da una casalinga chiamata Koyuki. Nasconde i suoi pensieri e sentimenti sotto una maschera figurativa, sembrando sempre angelica, anche se la sua timidezza la rende distante. In ogni caso è una ragazza estremamente gentile, premurosa e altruista, che si prende molta cura degli altri. Notevole la sua determinazione ad aiutare Amane. Tende anche ad una lieve mancanza di fiducia in se stessa, sembrando sempre sorpresa quando Amane le fa sinceramente i complimenti. È un'ottima cuoca, il che impressiona Amane, i suoi amici e i suoi genitori. È anche molto organizzata, pratica e frugale. Essendo la ragazza più popolare della scuola, all'inizio, interagisce solo con le femmine a scuola, poiché molti ragazzi sono infatuati di lei e spesso cercano di corteggiarla. Tuttavia, non le piace questa attenzione e non si fida affatto degli estranei facilmente.
Itsuki Akasawa (赤澤樹?, Akasawa Itsuki)
Doppiata da: Taku Yashiro
Il migliore amico di Amane e il fidanzato di Chitose Shirakawa. Ha i capelli e gli occhi castani. Itsuki è molto onesto, anche se a volte è impulsivo il che gli ha causato problemi. Spesso è sarcastico con Amane, ma lo sostiene veramente in tutto ciò che fa. Ha aiutato molto a far progredire la relazione tra Amane e Mahiru, e ama molto la sua ragazza.
Chitose Shirakawa (白河千歳?, Shirakawa Chitose)
Doppiata da: Haruka Shiraishi
Chitose è la fidanzata di Itsuki. Come Itsuki, anche lei ha capelli e occhi castani. Una persona allegra e spensierata, Chitose è estremamente onesta con le sue parole. In parte grazie alla sua personalità chiassosa, Mahiru, con cui diventa amica, è stata in grado di aprirsi e mostrare di più la sua vera personalità.
Yūta Kadowaki (門脇 優太?, Kadowaki Yūta)
Doppiato da: Kenshō Ono
Compagno di classe di Amane e Mahiru, è l'asso della squadra di atletica della scuola. È popolare tra le ragazze ed è soprannominato "Principe", anche se Mahiru lo trova arrogante e fastidioso.

## Media

### Light novel
Inizialmente distribuita amatorialmente sul sito web Shōsetsuka ni narō dal 20 dicembre 2018 al 9 luglio 2021, la serie, scritta da Saekisan, è stata acquistata dalla casa editrice SB Creative pubblicandola in volumi a partire dal 15 giugno 2019 sotto l'etichetta GA Bunko. Hazano Kazutake si è occupato dei disegni solo del primo volume e dal secondo volume in poi i disegni sono ad opera di Hanekoto. Al 15 marzo 2025, i volumi pubblicati sono in totale undici.
| Nº   | Data di prima pubblicazione | Data di prima pubblicazione | Data di prima pubblicazione |
| Nº   | Giapponese                  | Giapponese |                             |
| ---- | --------------------------- | --- | --------------------------- |
| 1    | 15 giugno 2019              | ISBN 978-4-8156-0248-2 |                             |
| 2    | 14 aprile 2020              | ISBN 978-4-8156-0327-4 |                             |
| 3    | 12 marzo 2021               | ISBN 978-4-8156-0826-2 |                             |
| 4    | 14 luglio 2021              | ISBN 978-4-8156-1169-9 (ed. regolare) ISBN 978-4-8156-0826-2 (ed. limitata)                                                                              |                             |
| 5    | 14 gennaio 2022             | ISBN 978-4-8156-1291-7 |                             |
| 5.5  | 14 gennaio 2022             | ISBN 978-4-8156-1199-6 (ed. regolare) ISBN 978-4-8156-1291-7 (ed. limitata)                                                                              |                             |
| 6    | 16 maggio 2022              | ISBN 978-4-8156-1344-0 (ed. regolare) ISBN 978-4-8156-1344-0 (ed. limitata)                                                                              |                             |
| 7    | 14 settembre 2022           | ISBN 978-4-8156-1530-7 (ed. regolare) ISBN 978-4-8156-1530-7 (ed. limitata)                                                                              |                             |
| 8    | 14 gennaio 2023             | ISBN 978-4-8156-1596-3 |                             |
| 8.5  | 15 settembre 2023           | ISBN 978-4-8156-2176-6 |                             |
| 9    | 15 marzo 2024               | ISBN 978-4-8156-2399-9 (ed. regolare) ISBN 978-4-8156-2398-2 (ed. limitata con drama-CD) ISBN 978-4-8156-2475-0 (ed. limitata con drama-CD e calendario) |                             |
| 10   | 14 settembre 2024           | ISBN 978-4-8156-2664-8 (ed. regolare) ISBN 978-4-8156-2701-0 (ed. limitata con diorama acrilico)                                                         |                             |
| 11   | 15 marzo 2025               | ISBN 978-4-8156-2805-5 (ed. regolare) ISBN 978-4-8156-2909-0 (ed. limitata con drama-CD) ISBN 978-4-8156-2910-6 (ed. limitata con drama-CD e arazzo)     |                             |
| 11.5 | 13 settembre 2025           | ISBN 978-4-8156-3599-2 (ed. regolare) ISBN 978-4-8156-3598-5 (ed. limitata)                                                                              |                             |

### Manga
Un adattamento manga, annunciato nel novembre 2019, viene scritto da Suzu Yūki, disegnato da Wan Shibata e serializzato sulla rivista digitale Manga UP! della casa editrice Square Enix dal 6 gennaio 2022. I capitoli vengono raccolti in volumi tankōbon a partire dal 7 luglio 2022. Al 7 marzo 2025 ne sono stati pubblicati in totale 5.
| Nº | Data di prima pubblicazione | Data di prima pubblicazione                                                 | Data di prima pubblicazione |
| Nº | Giapponese                  | Giapponese                                                                  |                             |
| -- | --------------------------- | --------------------------------------------------------------------------- | --------------------------- |
| 1  | 7 luglio 2022               | ISBN 978-4-7575-8016-9                                                      |                             |
| 2  | 7 dicembre 2022             | ISBN 978-4-7575-8296-5                                                      |                             |
| 3  | 7 dicembre 2023             | ISBN 978-4-7575-8948-3                                                      |                             |
| 4  | 6 agosto 2024               | ISBN 978-4-7575-9342-8                                                      |                             |
| 5  | 7 marzo 2025                | ISBN 978-4-7575-9644-3 (ed. regolare) ISBN 978-4-7575-9645-0 (ed. limitata) |                             |

Una serie manga spin-off disegnata da Puro, intitolata The Angel Next Door Spoils Me Rotten: After the Rain (お隣の天使様にいつの間にか駄目人間にされていた件 after the rain?, Otonari no tenshi-sama ni itsu no ma ni ka dame ningen ni sareteita ken after the rain), ha iniziato la serializzazione il 7 dicembre 2023 sul servizio Manga Up!. I capitoli vengono pubblicati in volumi tankōbon a partire dal 6 agosto 2024. Al 7 aprile 2025 ne sono stati pubblicati in totale 2. La serie adatta il primo volume di storie brevi delle light novel.
| Nº | Data di prima pubblicazione | Data di prima pubblicazione | Data di prima pubblicazione |
| Nº | Giapponese                  | Giapponese                  |                             |
| -- | --------------------------- | --------------------------- | --------------------------- |
| 1  | 6 agosto 2024               | ISBN 978-4-7575-9343-5      |                             |
| 2  | 7 aprile 2025               | ISBN 978-4-7575-9781-5      |                             |

### Anime
L'adattamento anime è stato annunciato il 4 gennaio 2022. È prodotto da Project No.9 e diretto da Lihua Wang, con la composizione della serie accurata da Keiichiro Ōchi, con il character design di Takayuki Noguchi e la colonna sonora composta da Moe Hyūga. La serie è andata in onda dal 7 gennaio al 25 marzo 2023 su Tokyo MX e altre reti. La sigla di apertura è Gifuto (ギフト?), eseguita da Masayoshi Ōishi, mentre la sigla finale è una cover di Chiisana koi no uta (小さな恋のうた?) eseguita da Manaka Iwami. Crunchyroll ha distribuito la serie in versione sottotitolata, in Italia così come nel resto del mondo.
La seconda stagione è stata annunciata durante un evento dedicato all'anime tenutosi l'8 ottobre 2023. Il 27 giugno 2025, tramite un teaser trailer, è stato annunciato che la seconda stagione uscirà ad aprile 2026.

#### Episodi
| Nº | Titolo italiano Giapponese 「Kanji」 - Rōmaji | In onda          | In onda |
| Nº | Titolo italiano Giapponese 「Kanji」 - Rōmaji | Giapponese       |         |
| 1  | L'incontro con l'angelo 「天使様との出会い」 - Tenshi-sama to no deai | 7 gennaio 2023   |         |
| 1  | Un giorno di pioggia, Amane vede la sua bella e popolare compagna di scuola Mahiru seduta su un'altalena e le offre il suo ombrello. Il giorno dopo Amane si prende un raffreddore a causa della pioggia, ma va comunque a scuola. Quando Amane torna nel suo appartamento, dove vive da solo, trova Mahiru con il suo ombrello, poiché lei vive da sola nell'appartamento accanto al suo. Dato che il raffreddore è peggiorato, la ragazza lo sostiene nel suo appartamento disordinato e gli cucina il porridge. Dopo essersi rimesso, Amane scopre che Mahiru è un'ottima cuoca e odia il soprannome "angelo" con cui tutta la chiamano a scuola. Entrambi accettano di comportarsi come estranei a scuola, ma il giorno dopo Mahiru si rende conto che Amane vive di cibo da asporto e bevande energetiche e si offre di preparare la cena. Ben presto diventa una routine cucinare per lui ogni sera. Itsuki nota che il suo amico Amane sembra più sano grazie alla sua dieta migliorata. Mahiru scopre che Amane sta cercando di pulire il suo appartamento e decide di aiutarlo, dopodiché Amane ordina una pizza. Mahiru rivela di non aver mai mangiato la pizza perché i suoi genitori sono abbastanza ricchi da assumere una cameriera, lasciando Amane confuso sul motivo per cui lei fatica a vivere da sola con un budget limitato. Lui le chiede perché si preoccupa di cucinare per lui e lei insiste che è per la soddisfazione di dimostrare le sue capacità, ma Amane non è convinto.                                                                                         |                  |         |
| 2  | A cena con l'angelo 「天使様と夕食」 - Tenshi-sama to yūshoku | 14 gennaio 2023  |         |
| 2  | Dopo aver trovato Mahiru con una caviglia slegata, Amane la porta a casa vestita con i suoi abiti, per evitare che venga riconosciuta da altri. Amane accenna casualmente al desiderio di assaggiare i piatti di Mahiru appena fatti, così Mahiru accetta di cucinare nella cucina di Amane, dividendo il costo degli ingredienti e mangiando insieme. I due si rendono conto che si divertono a mangiare insieme, ma Amane trova ancora insolito questo accordo, dal momento che non si frequentano e non sono nemmeno interessati l'uno all'altra. Durante lo studio, Amane si impegna a sufficienza per ottenere buoni voti, ma Mahiru sostiene che le viene richiesto di ottenere il massimo dei voti, senza spiegarne il motivo. Amane guarda incondizionatamente il suo documento d'identità e nota che il compleanno di Mahiru è imminente, così chiede al suo amico Itsuki e alla sua ragazza Chitose delle idee regalo. Nonostante Mahiru affermi di non festeggiare mai il suo compleanno, accetta il regalo di una crema per le mani e di un orsacchiotto che la rendono molto felice. La ragazza rivela anche che di solito tiene nascosto il suo compleanno, quindi accettare il regalo di Amane è una cosa importante. Amane si rende conto che si sta innamorando di Mahiru e si chiede se è così che ci si sente ad avere una fidanzata, ma ricorda subito che non stanno uscendo insieme. |                  |         |
| 3  | Un premio per l'angelo 「天使様へのご褒美」 - Tenshi-sama e no gohōbi | 21 gennaio 2023  |         |
| 3  | Shihoko, la madre di Amane, fa una visita inaspettata e, trovando Mahiru addormentata nella sua stanza, crede che i due si stiano frequentando o quasi. Dopo che se ne è andata, Mahiru è contenta che Amane abbia una madre gentile, rivelando che i suoi genitori non si sono mai preoccupati di chiamarla per nome. Decidono che possono usare i rispettivi nomi di battesimo, ma solo in privato. Mahiru è sorpresa quando Amane le dà una chiave di riserva. Quando Mahiru ottiene il primo posto agli esami, Amane compra una fetta di torta come ricompensa, cosa che non ha mai ricevuto dai suoi genitori. I due finiscono per darsi dei bocconi di torta a vicenda, ma presto si rendono conto che è imbarazzante. Amane decide di provare a cucinare da solo, ma il risultato lascia a desiderare; Mahiru è quindi felice che abbia ancora bisogno di lei in cucina. Itsuki e Chitose convincono Amane a invitarli nel suo appartamento per la festa della vigilia. Mahiru sceglie di nascondersi nel suo appartamento fino alla loro partenza, ma chiede ad Amane di trascorrere il giorno di Natale insegnandole a giocare ai videogiochi. Quando alla festa inizia a nevicare, Chitose e Itsuki la osservano sul balcone e sono sorpresi di vedere Mahiru che fa lo stesso sul balcone della casa accanto, scoprendo per caso che è la vicina di Amane. |                  |         |
| 4  | L'angelo del Natale 「クリスマスの天使様」 - Kurisumasu no tenshi-sama | 28 gennaio 2023  |         |
| 4  | Amane e Mahiru raccontano la loro situazione abitativa, suscitando scetticismo in Itsuki e Chitose riguardo alla loro affermazione di non provare sentimenti romantici. Nonostante ciò, i due amici accettano di mantenere il segreto. Amane si mostra frustrato per la breve durata della riservatezza e confuso dai propri sentimenti. Durante la cena, Mahiru rivela di aver imparato a cucinare grazie alla domestica Koyuki, che si occupava di lei in passato. Come previsto, il giorno di Natale i due giocano ai videogiochi, generando momenti imbarazzanti quando Amane insegna a Mahiru a giocare. Amane le regala un astuccio portachiavi per la sua chiave di riserva, mentre Mahiru gli dona una sciarpa. Durante un momento intimo, Mahiru sposta i capelli di Amane dal volto, notandone la bellezza, gesto ricambiato da Amane. Quando Mahiru ha la febbre, Amane la mette a letto e lei tiene la sua mano finché non si addormenta. In seguito, Mahiru confessa che, sebbene Koyuki le abbia insegnato a cucinare, la domestica non poteva prendersi cura di lei mentre era malata. Amane promette di restare con lei ogni sera fino alla guarigione. L'episodio si conclude con Amane che si sente frustrato per essersi innamorato di Mahiru. |                  |         |
| 5  | Prima visita al tempio con l'angelo 「天使様と初詣」 - Tenshi-sama to hatsumōde | 4 febbraio 2023  |         |
| 5  | Nel giorno di Capodanno, i genitori di Amane fanno visita al figlio. Durante la serata, Mahiru si addormenta tra le braccia di Amane prima che lui riesca a comunicarle qualcosa, costringendolo a sistemarla nel letto mentre lui va sul divano. La mattina seguente, Mahiru appare visibilmente imbarazzata. Quando arrivano i genitori di Amane, Mahiru fa la conoscenza di suo padre, Shuto. Decidono di visitare insieme un santuario, nonostante Amane nutra ancora timore che i compagni di scuola li vedano insieme. Nel corso della visita, Shuto rivela che Amane vive da solo a causa di un incidente avvenuto in passato. Mahiru indossa un tradizionale yukata, suscitando sorpresa in Amane, che appare maturo e distinto in abiti eleganti; entrambi si complimentano a vicenda. Non essendo abituata allo yukata, Mahiru tiene il braccio di Amane per tutto il tempo per evitare di cadere. Al termine della giornata, i genitori di Amane tornano a casa. Nel frattempo, a scuola si diffonde la voce che Mahiru abbia visitato un santuario con un fidanzato segreto, di cui nessuno sa che sia Amane. Quest'ultimo avverte Mahiru che farsi vedere insieme potrebbe nuocere alla sua reputazione. Stanca della sua bassa autostima, Mahiru lo rimprovera con fermezza, elencando ciò che apprezza di lui. Amane rimane sorpreso dalla buona opinione che Mahiru ha di lui. Imbarazzata e mortificata per lo sfogo, Mahiru trascorre il resto della serata nascondendo il volto in un cuscino, mentre i sentimenti di Amane nei suoi confronti si intensificano ulteriormente. |                  |         |
| 6  | Un regalo dell'angelo 「天使様の贈り物」 - Tenshi-sama no okurimono | 11 febbraio 2023 |         |
| 6  | In vista del giorno di San Valentino, Mahiru decide di regalare cioccolatini solo alle sue amiche per evitare pettegolezzi. Amane nota che il compagno di classe Yuta Kadowaki riceve cioccolatini da numerose ragazze e gli presta una borsa per trasportarli tutti. Mahiru prepara dei cioccolatini fatti a mano per Amane, ma, presa dalla timidezza, li lascia nel suo appartamento prima di tornare rapidamente a casa. Amane apprezza il regalo, scoprendo che sono artigianali e che preferisce il cioccolato amaro. Successivamente, Yuta restituisce la borsa di Amane, suscitando qualche voce di corridoio. In occasione del White Day, Amane decide di ricambiare con un regalo, nonostante Mahiru insista nel dire che non è necessario. Mahiru si mostra infastidita dal fatto che Amane non le abbia detto che il suo compleanno è stato prima di Natale e propone di festeggiare insieme il prossimo, sebbene si senta imbarazzata all'idea di essere ancora insieme tra un anno. Amane le regala un braccialetto e un coupon "tutto quello che vuoi", che Mahiru usa subito per fargli indossare il braccialetto. Amane trova sempre più difficile reprimere i propri sentimenti e Itsuki intuisce correttamente che la sua paura di essere rifiutato lo trattiene. Dopo un contatto accidentale con la mano di Mahiru, Amane rimane turbato quando lei confessa di odiare che i ragazzi la tocchino, ma di non avere problemi se lo fa lui. Amane teme che Mahiru si comporti come una moglie appena sposata.                                                                   |                  |         |
| 7  | Una promessa all'angelo 「天使様との約束」 - Tenshi-sama to no yakusoku | 18 febbraio 2023 |         |
| 7  | Itsuki litiga con il padre e si trasferisce temporaneamente a casa di Amane, dove Mahiru gli prepara la cena. Nonostante i tentativi, Itsuki non riesce a far confessare ad Amane i suoi sentimenti. Successivamente, Chitose si autoinvita e Mahiru accetta di dormire nel suo appartamento. Chitose cerca di incoraggiare Mahiru a essere sincera con i propri sentimenti, senza però riuscirci. Alla fine Itsuki se ne va, ma prima che la situazione torni alla normalità, Mahiru riceve la visita di una donna che la denigra e le dice che non tornerà a trovarla dopo la laurea. Mahiru ammette ad Amane che la donna è Sayo, sua madre, che l'ha odiata fin dalla nascita. I genitori di Mahiru si sono sposati per motivi di lavoro e la sua nascita è stata considerata un incidente. Per questo motivo, la sua crescita è stata affidata a domestici come Koyuki. La presenza di Mahiru impedisce ai genitori di divorziare fino al suo conseguimento della laurea, spiegando così l'astio nei suoi confronti. Il giorno in cui Amane la trovò sotto la pioggia, Mahiru era quasi disperata, finché Amane non le mostrò gentilezza. Amane le permette di piangere sulle sue spalle, confortandola e rassicurandola fino a quando si sente meglio, seguito dall'imbarazzo per l'abbraccio prolungato. I due decidono di fare una passeggiata, confermando di essere importanti l'uno per l'altra, abbracciandosi e tenendosi per mano sotto i ciliegi in fiore. |                  |         |
| 8  | Nuovo quadrimestre per l'angelo 「新学期の天使様」 - Shingakki no tenshi-sama | 25 febbraio 2023 |         |
| 8  | Nel nuovo trimestre scolastico, Amane e Mahiru si ritrovano nella stessa classe. Yuta inizia a parlare più frequentemente con Amane. Mahiru, più sorridente e affettuosa, sorprende Amane chiedendogli di poggiare la testa sul suo grembo. Sebbene inizialmente confuso, Amane si rilassa e si addormenta. Mahiru chiarisce che Amane è l'unico a vedere questo suo lato più intimo. Amane vince altri peluche da regalare a Mahiru, che gli chiede se desidera qualcosa in cambio; lui sceglie un budino, suscitando un leggero disappunto in lei, che si imbarazza quando Amane afferma che la sua cucina è il momento più bello della sua giornata. Il giorno seguente, Mahiru manifesta inaspettatamente gelosia per l'interazione pubblica tra Yuta e Amane, iniziando a interagire più spesso con Amane a scuola. Finisce così per partecipare a un progetto di cucina di gruppo con Amane, Itsuki e Chitose. Durante l'attività, altri studenti, divertendosi, rischiano di ustionare Mahiru, che viene salvata da Amane. Mahiru nota che Amane la trattiene più a lungo del necessario, attirando gli sguardi gelosi di numerosi compagni. Preoccupata che Amane possa essere infastidito dagli altri studenti, Mahiru appare turbata dal tempo che dovrà passare prima di poter interagire liberamente con lui in pubblico. |                  |         |
| 9  | Un'uscita con l'angelo 「天使様とお出かけ」 - Tenshi-sama to odekake | 4 marzo 2023     |         |
| 9  | Durante una settimana di vacanza scolastica, Amane e Mahiru decidono di trascorrere del tempo insieme. Mahiru propone di visitare un cat café, una sala giochi e di fare shopping. Nel frattempo, Mahiru dà lezioni di cucina a Chitose; durante la preparazione del cibo, Amane si addormenta e, dopo che Chitose se ne va, Mahiru gli pizzica affettuosamente la guancia. La mattina della loro uscita, Amane è piacevolmente sorpreso nel vedere Mahiru vestirsi con cura e acconciarsi i capelli per l'occasione. Durante la giornata, i due si tengono per mano quasi senza rendersene conto. Al cat café, Amane osserva che Mahiru ha un comportamento simile a quello di un gatto: inizialmente distante, poi affettuoso e amante delle coccole. Alla sala giochi, Mahiru vince per Amane un peluche a forma di gatto; mentre lui è sul punto di accarezzarle i capelli, vengono interrotti da Yuta, che intuisce immediatamente la natura del loro rapporto. Amane esprime un commento negativo su se stessa, spingendo Mahiru a interrogarsi sulle ragioni della sua bassa autostima. Il giorno seguente, Yuta pone ad Amane domande profonde che la portano a riflettere sui propri sentimenti verso Mahiru. Tornata a casa, Amane sorprende Mahiru mentre guarda con senso di colpa alcune fotografie della sua infanzia inviate dalla madre via e-mail. Nel tentativo di prendere il telefono di Mahiru, Amane le cade addosso e quasi la bacia, ma si trattiene pizzicandole la guancia. Quando non riesce a vedere il suo volto, Mahiru mostra un'espressione delusa.               |                  |         |
| 10 | L'angelo in sogno 「夢の中の天使様」 - Yume no naka no tenshi-sama | 11 marzo 2023    |         |
| 10 | Con l'avvicinarsi della festa della mamma, Mahiru si interroga sul motivo per cui Amane non torni a casa nemmeno per vedere sua madre. Amane finalmente confessa che, durante le scuole medie, aveva tre amici che, come ha capito in seguito, lo manipolavano per ottenere i suoi soldi. Questa esperienza gli ha fatto perdere la fiducia anche negli altri amici, spingendolo a cambiare scuola. Mahiru gli promette che potrà sempre contare su di lei nei momenti di rabbia. A scuola si diffonde la voce che Mahiru sia uscita con un ragazzo, voce che lui conferma, definendolo la persona più importante della sua vita. Successivamente, ribadisce ad Amane che non prova sentimenti verso i suoi genitori e che, pertanto, considera solo gli amici come legami significativi, tra cui Amane è il più prezioso. Sentendosi più determinato, Amane inizia a curare maggiormente il proprio aspetto e a fare esercizio fisico, nella speranza di impressionare Mahiru. Amane sogna di avere un rapporto sessuale con Mahiru, che inizia a comportarsi in modo strano con lui. Mahiru rimane sconvolto finché Amane non gli racconta il sogno imbarazzante, che Mahiru trova divertente, prendendolo in giro scherzosamente. Con l'avvicinarsi degli esami, Mahiru promette ad Amane che, se otterrà un punteggio tra i primi dieci, potrà sdraiarsi di nuovo con la testa in grembo a lui. Inoltre, gli rivela di amare prendersi cura di lui, un'espressione di affetto che Amane trova quasi eccessiva.                                                                                |                  |         |
| 11 | The Angel Next Door Spoils Me Rotten 「お隣の天使様にいつの間にか駄目人間にされていた」 - Otonari no tenshi-sama ni itsunomanika dame ningen ni sareteita | 18 marzo 2023    |         |
| 11 | Amane ottiene il sesto posto agli esami. Pur sostenendo di meritare una ricompensa per aver raggiunto il primo posto, Mahiru rifiuta, spiegando che il suo desiderio non è qualcosa che lui possa concedergli. Tuttavia, insiste nel mettergli la testa in grembo e accarezzargli i capelli. Mahiru si addormenta e Amane è costretto a portarla in braccio fino al suo appartamento. Mezza addormentata, Mahiru chiede ad Amane di dormire con lei nel suo letto, ma lui si trattiene. La mattina seguente, Mahiru si sente mortificata e frustrata: ha cominciato a provare desiderio fisico per Amane, ma lui fraintende volontariamente i suoi accenni. Con l'arrivo dell'estate, Mahiru indossa l'uniforme estiva, facendo attenzione a mostrare ad Amane le gambe nude senza calze, provocandolo fino a fargli ammettere di apprezzarle, mentre lei confessa di aver voluto che lui le vedesse. Amane si irrita nel sentire le ragazze spettegolare su Mahiru, ma riconosce che si tratta di una reazione normale alla sua personalità pubblica e popolare. Egli insiste nel preferire la vera Mahiru, quella che si mostra in privato, mettendola in imbarazzo ma allo stesso tempo rendendola felice di essere conosciuta per quella versione di sé. Mahiru trova inoltre carino il suo atteggiamento possessivo nei suoi confronti e spera che nessuno a scuola scopra mai questa dinamica. |                  |         |
| 12 | Dire addio alla mia codardia 「臆病だった自分にさようならを」 - Okubyō datta jibun ni sayōnara o | 25 marzo 2023    |         |
| 12 | Subito dopo la loro conversazione, Amane minaccia di metterla a tacere con un bacio se continuerà a prenderlo in giro. Mahiru, sorprendendolo, lo bacia sulla guancia. A scuola, i due appaiono impacciati, e Itsuki teme che stiano litigando. A casa concordano sul fatto che il bacio non aveva un significato preciso, anche se nessuno dei due sembra soddisfatto, e discutono della giornata dello sport, durante la quale entrambi parteciperanno alla gara di caccia al tesoro. Durante la competizione, organizzata da Chitose, si scelgono reciprocamente l'oggetto da trovare e finiscono per stare insieme, nonostante appartengano a squadre opposte. Viene rivelato che Amane avrebbe dovuto trovare "una persona che trova bellissima", mentre Mahiru "qualcuno che ha molto a cuore", suscitando lo stupore di tutta la scuola. I ragazzi, furiosi, vengono criticati da Amane, che rimprovera loro di idolatrare Mahiru come un angelo, mentre per lui è semplicemente Mahiru e gli piace così com'è. Mahiru rimprovera a sua volta i ragazzi per il loro comportamento immischiandosi in questioni che non li riguardano. In privato, Mahiru si scusa per avergli causato problemi, ma Amane si scusa a sua volta per aver ignorato i suoi sentimenti. Successivamente, le rivela i propri e le chiede di diventare la sua ragazza, proposta che lei accetta volentieri. |                  |         |

## Accoglienza
La light novel si è classificata al 10º posto nella guida annuale alle light novel Kono light novel ga sugoi! di Takarajimasha nella categoria bunkobon e sesto assoluto tra le altre nuove serie nel 2020. La serie ha venduto centomila copie entro aprile 2020.
A gennaio 2023, con la trasmissione dell'anime, la light novel è risultata la più venduta del Giappone del momento.